# (16498) Passau
(16498) Passau es un asteroide perteneciente al cinturón de asteroides descubierto el 22 de septiembre de 1990 por Eric Walter Elst desde el Observatorio de La Silla, Chile.

## Designación y nombre
Passau se designó al principio como 1990 SX8. Fue llamado así por la ciudad bávara de Passau, que se encuentra en la confluencia del Danubio, el Inn y el Ilz. Originalmente un asentamiento celta, y posteriormente un campamento romano, fue civilizada por San Bonifacio en 739 y convertida en ciudad en 1225. La Catedral de San Esteban alberga el órgano de iglesia más grande del mundo (17774 tubos, 233 registros y 4 consolas).

## Características orbitales
Passau orbita a una distancia media de 2,771 ua del Sol, pudiendo alejarse hasta 3,058 ua y acercarse hasta 2,484 ua. Tiene una excentricidad de 0,104 y una inclinación orbital de 17,257 grados. Emplea en completar una órbita alrededor del Sol 1684,84 días.
Pertenece a la familia de asteroides de (729) Watsonia.

## Características físicas
La magnitud absoluta de Passau es 13,16. Tiene 6,550 km de diámetro y su albedo se estima en 0,312.